# يوم ذي قار
يوم ذي قار هو يوم هزمت به العرب العجم قبل مبعث النبي محمد، حيث وقع فيهِ القتال بين العرب والفرس في ذي قار وانتصر فيهِ العرب. وكان سببه أن كسرى أبرويز غضب على النعمان بن المنذر ملك الحيرة، وقد أوغر صدره عليه زيد بن عدي العباديّ لأنه قتل أباه عدي بن زيد، فلجأ النعمان إلى هانئ بن مسعود الشيباني فاستودعه أهله وماله وسلاحه، ثم عاد فاستسلم لكسرى، فسجنه ثم قتله. وأرسل كسرى إلى هانئ بن مسعود يطلب إليه تسليمه وديعة النعمان، فأبى هانئ دفعها إليه دفعاً للمذمة، فغضب كسرى على بني شيبان وعزم على استئصالهم، فجهّز لذلك جيشاً ضخماً من الأساورة الفرس يقودهم الهامرز وجلابزين، ومن قبائل العرب الموالية له، من تغلب والنمر بن قاسط وقضاعة وإياد، وولّى قيادة هذه القبائل إياس بن قبيصة الطائي، وبعث معهم كتيبتيه الشهباء والدوسر. فلما بلغ النبأ بني شيبان استجاروا بقبائل بكر بن وائل، فوافتهم طوائف منهم، واستشاروا في أمرهم حنظلة بن سيّار العجلي، واستقر رأيهم على البروز إلى بطحاء ذي قار، وهو ماء لبكر بن وائل قريب من موضع الكوفة.

## البداية
تحامل كسرى بن هرمز على النعمان في كثير من الأمور حيث أبى النعمان مد يد العون أو مصاحبة كسرى إلى بلاد الروم عندما هرب من قائد جيشه بهرام جوبين. وكذلك رفض طلبا لكسرى أن يهب له جوادا عربيا أصيلا كان قد طلبه منه. ثم جاءت الطامة الكبرى حيث طلب كسرى منه أن يزوجه ابنته التي هي آية من الجمال فرفض، وقد ذكرت المصادر العربية القصة بأن كسرى ذكر يوماً الجمال العربي وكان في مجلسه رجل عربي يقال له: زيد بن عدي وكان النعمان قد غدر بأبيه عدي بن زيد وحبسه ثم قتله فقال له: أيها الملك العزيز إن النعمان بن المنذر عنده من بناته وأخواته وبنات عمه وأهله أكثر من عشرين امرأة على هذه الصفة.
وأرسل كسرى زيداً هذا إلى النعمان ومعه مرافق لهذه المهمة، فلما دخلا على النعمان قالا له: إن كسرى أراد لنفسه ولبعض أولاده نساءً من العرب فأراد كرامتك وهذه هي الصفات التي يشترطها في الزوجات. فقرأ عليه بالصفة التي أرادها. فشق ذلك على النعمان فقال لزيد والرسول يسمع: أما في مها السواد وعين فارس ما يبلغ به كسرى حاجته؟ فقال الرسول لزيد بالفارسية: ما المها والعين؟ فرد بالفارسية: «كاوان» أي البقر. فأمسك الرسول، فقال زيد للنعمان: إنما أراد الملك كرامتك، ولو علم أن هذا يشق عليك لم يكتب إليك به. فأنزلهما يومين عنده، ثم كتب إلى كسرى: إن الذي طلبه الملك ليس عندي، وقال لزيد: اعذرني عند الملك.
فوصل زيد إلى كسرى فقرأ عليه كتاب النعمان. وأوغر صدره وقال: فسل هذا الرسول الذي كان معي عما قال. فقال للرسول: ماقال؟ فقال الرسول: أيها الملك، إنه قال: أما في بقر السواد وفارس ما يكفيه حتى يطلب ماعندنا؟ فعرف الغضب في وجهه، ووقع في قلبه ما وقع، ولكنه لم يزد على أن قال: رب عبد قد أراد ما هو أشد من هذا، ثم صار أمره إلى التباب. فشاع هذا الكلام حتى بلغ النعمان، وسكت كسرى أشهرا على ذلك، وجعل النعمان يستعد ويتوقع، حتى أتاه كتاب كسرى.

## طلب كسرى للنعمان

### محاولته الهرب
أرسل كسرى إلى النعمان يستقدمه، فعرف النعمان أنه مقتول لا محالة فحمل أسلحته وما قوي عليه، ثم لحق بجبل طيء، وكان متزوجا إليهم، فأراد النعمان من طيء أن تدخله الجبل وتمنعه، فأبوا خوفا من كسرى، وقالوا له: لولا صهرك لقتلناك، فإنه لا حاجة بنا إلى معاداة كسرى ولا طاقة لنا به. فأقبل يطوف على قبائل العرب وليس أحد منهم يقبله، إلا بني رواحة من قطيعة بن عبس قالوا له: إن شئت قاتلنا معك - لمنة كانت له عندهم - فقال: ما أحب أن أهلككم، فإنه لا طاقة لكم بكسرى.
وذهب إلى بادية بني شيبان سرا، فلقي هانئ بن مسعود الشيباني، وكان سيدا منيعا، فاستجار به فأجاره، وقال له: قد لزمني ذمامك، وأنا مانعك مما أمنع نفسي وولدي منه، وما بقي من عشيرتي الأدنين رجل، ولكن ذلك غير نافعك، لأنه مهلكي ومهلكك، وعندي لك رأي، لست أشير به عليك لأدفعك عما تريده من مجاورتي، ولكنه الصواب. فقال: هاته. قال: إن كل أمر يجمل بالرجل أن يكون عليه إلا أن يكون بعد الُملكِ سُوقة، والموت نازل بكل أحد، ولأن تموت كريما خير من أن تتجرع الذل أو تبقى سوقة بعد الملك، هذا إن بقِيتَ، فامض إلى صاحبك، واحمل إليه هدايا ومالا، وألقِ بنفسك بين يديه، فإما أن صفح عنك فعدت ملكا عزيزا، وإما أن أصابك فالموت خير من أن يتلعّب بك صعاليك العرب ويتخطفك ذئابها، وتأكل مالك وتعيش فقيرا مجاورا أو تقتل مقهورا. فقال: كيف بحرمي؟ قال: هن في ذمتي لا يخلص إليهن حتى يخلص إلى بناتي. فقال: هذا وأبيك الرأي الصحيح ولن أجاوزه.

### ذهابه إلى كسرى
اختار النعمان خيلا وحللا يمانية وجواهر ووجه بها إلى كسرى، وكتب إليه يعتذر، ويعلمه أنه صائر إليه. ووجه بها مع رسوله، فقبلها كسرى وأمره بالقدوم إليه، فعاد إليه الرسول فأخبره بذلك وأخبره بأنه لم ير له عند كسرى سوءا. فأودع هانئ بن مسعود أهله وماله وفيه أربعمائة درع وقيل ثمانمائة درع. وتوجه النعمان إلى كسرى فلقي زيد بن عدي على قنطرة ساباط فقال: انج نعيم إن استطعت النجاء. فقال: أنت يا زيد فعلت هذا! أما والله لئن انفلت لأفعلن بك ما فعلت بأبيك. فقال له زيد: امض نعيم فقد والله وضعت لك عنده أخية لا يقطعها المهر الأرن. فلما بلغ كسرى أنه بالباب بعث إليه فقيده وبعث به إلى خانقين حتى وقع الطاعون فمات فيه قال: والناس يظنون أنه مات بساباط ببيت الأعشى وهو يقول: فذاك وما أنجى من الموت ربّه بساباط حتى مات وهو محرزق وكان موته قبل الإسلام سنة 595-604م.

## ما قبل المعركة
أقام كسرى على الحيرة ملكاً جديداً هو إياس بن قبيصة الطائي وكلّفه أن يتصل بهانئ بن مسعود ويحضر ما عنده من نساء النعمان وسلاحه وعتاده، فبعث إياس إلى هانئ يأمره بأن يرسل ما استودعه النعمان عنده من الدروع وغيرها، وقال له: لا تكلفني أن أبعث إليك ولا إلى قومك بالجنود تقتل المقاتلة وتسبي الذرية. فأبى هانئ أن يسلم ما عنده. ورغم ذلك فإن الروايات تتحدث أن إياس نفسه لم يكن يود للفرس وكان يتمنى هزيمتهم؛ إذ أخر العرب وجعل الفرس في المقدمة أمام البكريين، مما مهّد الطريق لقبائل العرب بالانسحاب من أرض المعركة بناءً على اتفاقها السري مع بني شيبان وبكر.
فلما أبى هانئ غضب كسرى، فأرسل إلى إياس بن قبيصة، واستشاره في الغارة على بكر، فقال له: ماذا ترى؟ وكم ترى أن نغزيهم من الناس؟ فقال له إياس: أرى أن تبعث عليهم العيون حتى ترى غرة منهم، ثم ترسل حلبة من العجم فيها بعض القبائل التي تليهم، فيوقعون بهم وقعة الدهر ويأتونك بطلبتك. فقال له كسرى: أنت رجل من العرب، وبكر بن وائل أخوالك، فأنت تتعصب لهم ولا تألوهم نصحا. فقال إياس: رأي الملك أفضل. فقام إليه عمرو بن عدي بن زيد -أخو زيد بن عدي- وكان كاتبه وترجمانه بالعربية وفي أمور العرب، وقال له: أقم أيها الملك، وابعث إليهم بالجنود يكفونك. وكان عنده النعمان بن زرعة التغلبي وهو يحب هلاك بكر بن وائل فقال لكسرى: أمهلهم حتى يقيظوا ويتساقطوا على ذي قار تساقط الفراش في النار فتأخذهم كيف شئت. فوافقه كسرى وأقرهم، حتى إذا قاظوا جاءت بكر بن وائل فنزلت بالحنو، حنو ذي قار.

### مسير جيش كسرى إلى ذي قار
لما بلغ كسرى نزول بكر بن وائل حنو ذي قار، عقد للنعمان بن زرعة على تغلب، وخالد بن يزيد البهراني على قضاعة وإياد، جعل إياس بن قبيصة على العرب كلها ومعه كتيبتاه الشهباء والدوسر، وكانت العرب ثلاثة آلاف، وعقد للهامرز على ألف من الأساورة، وعقد لخنابرين على ألف، وبعث معهم باللطيمة -وهي عير تخرج من العراق فيها البز والعطر والألطاف، توصل إلى باذان عامل كسرى باليمن- وأمر عمرو بن عدي أن يسير بها، وكانت العرب تخفرهم وتجيرهم حتى تصل اليمن، وعهد إليهم كسرى إذا شارفوا بلاد بكر ودنوا منها أن يبعثوا النعمان بن زرعة يأخذ منهم وديعة النعمان ومائة غلام منهم يكونون رهنا بما أحدث سفهائهم، أو القتال، وقد كان كسرى قد عاقب بني تميم يوم الصفقة عندما نهبوا اللطيمة، لذا فالعرب وجلة وخائفة منه. فأرسلت هند بنت النعمان تنذر بكر بن وائل بالجيش.
سار هانئ بن مسعود حتى انتهى إلى ذي قار فنزل به. وأقبل النعمان بن زرعة حتى نزل على ابن أخته مرة بن عمرو من بني عجل فحمد الله النعمان وأثنى عليه ثم قال إنكم أخوالي وأحد طرفي وإن الرائد لا يكذب أهله وقد أتاكم مالا قبل لكم به من أحرار فارس وفرسان العرب والكتيبتان الشهباء والدوسر وإن في هذا الشر خيارا. ولأن يفتدي بعضكم بعضا خير من أن تصطلموا فانظروا هذه الحلقة فادفعوها وادفعوا رهنا من أبنائكم إليه بما أحدث سفهاؤكم. فقال له القوم: ننظر في أمرنا.

### رد بني بكر على طلب كسرى
انتظرت بكر بن وائل حتى مقدم ساداتهم، فقدم أولا حنظلة بن ثعلبة بن سيار العجلي 
فقالوا: يا أبا معدان قد طال انتظارنا وقد كرهنا أن نقطع أمرا دونك وهذا ابن أختك النعمان بن زرعة قد جاءنا والرائد لا يكذب أهله. 
قال: فما الذي أجمع عليه رأيكم واتفق عليه ملؤكم. 
قالوا: قال إن اللخي أهون من الوهي وإن في الشر خيارا ولأن يفتدي بعضكم بعضا خير من أن تصطلحوا جميعا. 
قال حنظلة: فقبح الله هذا رأيا لا تجر أحرار فارس غرلها ببطحاء ذي قار وأنا أسمع الصوت ثم أمر بقبته فضربت بوادي ذي قار ثم نزل ونزل الناس فأطافوا به.فقال: لاأرى غير القتال، فإنا إن ركبنا الفلاة متنا عطشا، وإن أعطينا مابأيدينا تقتل مقاتلتنا وتسبى ذرارينا. ثم قال لهانئ بن مسعود: يا أبا أمامة إن ذمتكم ذمتنا عامة وإنه لن يوصل إليك حتى تفنى أرواحنا فأخرج هذه الحلقة ففرقها بين قومك فإن تظفر فسترد عليك وإن تهلك فأهون مفقود. فأمر بها فأخرجت ففرقها بينهم ثم قال حنظلة للنعمان: لولا أنك رسول لما أبت إلى قومك سالما. فرجع النعمان إلى أصحابه فأخبرهم بما رد عليه القوم فباتوا ليلتهم مستعدين للقتال وباتت بكر بن وائل يتأهبون للحرب، وقد استقوا الماء لنصف شهر تحسبا للمعركة.

### مساعدة قبائل العرب لبكر
قبل أن تبدأ الحرب، جرت المراسلات بين بني شيبان وقبائل العرب، كما جرت المراسلات بين قبائل بكر نفسها. فجاءت الوفود من بني بكر بن وائل في اليمامة والبحرين، وكذلك طلب الأسرى من بني تميم عند بني شيبان منهن أن يقاتلوا معهم قائلين: نقاتل معكم، فإنا نذب عن أنفسنا. وقد أرسل قوم من طيء والعباد وإياد وسائر من كان مع العجم من العرب سرا إلى بكر يعلمهم أن انتصارهم على الفرس أحب إليهم، وقال رسولهم: أي الأمرين أعجب إليكم؟ أن نطير تحت ليلتنا هذه، فنذهب؟ أو نقيم ونفر حين تلاقون القوم؟ قالوا: بل تقيمون، فإذا التقى الناس انهزمتم بهم.

## المعركة
فلما أصبحوا أقبلت الأعاجم نحوهم وأمر حنظلة بالظعن جميعا فوقفها خلف الناس ثم قال يا معشر بكر بن وائل قاتلوا عن ظعنكم أو دعوا فأقبلت الأعاجم يسيرون على تعبئة. وكان ربيعة بن غزالة السكوني ثم التجيبي يومئذ هو وقومه نزولا في بني شيبان فقال: يا بني شيبان أما لو أني كنت منكم لأشرت عليكم برأي مثل عروة العلم فقالوا: فأنت والله من أوسطنا فأشر علينا فقال: لا تستهدفوا لهذه الأعاجم فتهلككم بنشابها ولكن تكردسوا لهم كراديس فيشد عليهم كردوس فإذا أقبلوا عليه شد الآخر فقالوا: فإنك قد رأيت رأيا ففعلوا.

### إثارة الحماسة عند بكر
فلما تقارب القوم والتقى الزحفان قام حنظلة بن ثعلبة فقال: يا معشر بكر بن وائل إن النشاب الذي مع الأعاجم يعرفكم فإذا أرسلوه لم يخطئكم فعاجلوهم باللقاء وابدؤوهم بالشدة. ثم قام إلى وضين راحلة امرأته فقطعه ثم تتبع الظعن يقطع وضنهن لئلا يفر عنهن الرجال، وقال :ليقاتل كل رجل منكم عن حليلته. فسمي يومئذ مقطع الوضين. ثم ضرب قبة على نفسه ببطحاء ذي قار، وآلى لايفر حتى تفر القبة، وقطع سبعمائة رجل من شيبان أيدي أقبيتهم من مناكبها لتخف أيديهم لضرب السيوف. ثم قام هانئ بن مسعود فقال: يا قوم مهلك معذور خير من نجاء معرور وإن الحذر لا يدفع القدر وإن الصبر من أسباب الظفر المنية ولا الدنية واستقبال الموت خير من استدباره والطعن في الثغر خير وأكرم من الطعن في الدبر يا قوم جدوا فما من الموت بد فتح لو كان له رجال أسمع صوتا ولا أرى قوما يا آل بكر شدوا واستعدوا وإلا تشدوا تردوا. 
ثم قام شريك بن عمرو بن شراحيل بن مرة بن همام فقال: يا قوم إنما تهابونهم أنكم ترونهم عند الحفاظ أكثر منكم وكذلك أنتم في أعينهم فعليكم بالصبر فإن الأسنة تردي الأعنة يا آل بكر قُدُما قُدُما.

### المعركة
كانت بنو عجل في الميمنة بإزاء خنابرين وعليهم حنظلة بن ثعلبة. وبنو شيبان في الميسرة بإزاء كتيبة الهامرز، وعليهم بكر بن يزيد بن مسهر. وباقي بكر بن وائل في القلب وعليهم هانئ بن مسعود. فخرج أسوار من الأعاجم مسور، في أذنيه درتان، من كتيبة الهامرز يتحدى الناس للمبارزة، فنادى في بني شيبان فلم يبرز له أحد حتى إذا دنا من بني يشكر برز له يزيد بن حارثة أخو بني ثعلبة بن عمرو فشد عليه الرمح، فطعنه فدق صلبه، وأخذ حليته وسلاحه. ثم إن القوم اقتتلوا صدر نهارهم أشد قتال رآه الناس، وحملت ميسرة بكر وعليها حنظلة على ميمنة الجيش، وحملت ميمنة بكر وعليها يزيد بن مسهر على ميسرة الجيش، وخرج عليهم كمين كانوا أعدوه للفرس وعليهم يزيد بن حمار فشدوا على قلب الجيش، وولت إياد منهزمة كما وعدتهم. فشد الحوفزان واسمه الحارث بن شريك - على الهامرز فقتله، وقتلت بنو عجل خنابرين، وضرب الله وجوه الفرس فانهزموا، وتبعتهم بكر بن وائل، فلحق مرثد بن الحارث، النعمان بن زرعة، فأهوى له طعناً، فسبقه النعمان بصدر فرسه فأفلته، ولحق أسود بن بجير العجلي النعمان بن زرعة، فقال له: يا نعمان، هلم إلي، فأنا خير آسر لك، وخير لك من العطش. قال: ومن أنت؟ قال: الأسود بن بجير، فوضع يده في يده، فجز ناصيته، وخلى سبيله، وحمله الأسود على فرس له، وقال له: انج على هذه، فإنها أجود من فرسك، وجاء الأسود بن بجير على فرس النعمان بن زرعة، وأفلت إياس بن قبيصة على فرس له، وقتل خالد بن يزيد البهراني، قتله الأسود بن شريك بن عمرو، وقتل يومئذ عمرو بن عدي بن زيد العبادي الشاعر أخو زيد بن عدي صاحب النعمان.
ثم كان اليوم الثاني من القتال فجزعت الفرس من العطش، فصارت إلى الجبابات وأتبعتهم بكر بن وائل إلى الجبابات فعطش الأعاجم فمالوا إلى بطحاء ذي قار وبها اشتدت الحرب، فأتبعتهم بكر بن وائل يقتلونهم بقية يومهم وليلتهم، حتى أصبحوا من الغد، وقد شارفوا السواد ودخلوه، فذكروا أن مائة من بكر بن وائل، وسبعين من عجل، وثلاثين من أفناء بكر بن وائل، أصبحوا وقد دخلوا السواد في طلب القوم، فلم يلفت منهم كبير أحد وأقبلت بكر بن وائل على الغنائم فقسموها بينهم، وقسموا تلك اللطائم بين نسائهم.

## وصول الخبر إلى كسرى
فكان إياس بن قبيصة أول من أتى كسرى بعد الهزيمة وكان لا يأتيه أحد بهزيمة جيش إلا نزع كتفيه، فلما أتاه إياس سأله عن الخبر، فقال: هزمنا بكر بن وائل، فأتيناك بنسائهم، فأعجب بذلك كسرى وأمر له بكسوة، وإن إياساً استأذنه عند ذلك، فقال: إن أخي مريض بعين التمر، فأردت أن آتيه، وإنما أراد أن يتنحى عنه ويفر، فأذن لهُ كسرى، فترك فرسه «الحمامة» وهي التي كانت عند أبي ثور بالحيرة، وركب نجيبة فلحق بأخيهِ، ثم أتى كسرى رجل من أهل الحيرة وهو بالخورنق، فسأل: هل دخل على الملك أحد؟ فقالوا: نعم، إياس، فقال: ثكلت إياساً أمه! وظن أنه قد حدثه بالخبر، فدخل عليه فحدثه بهزيمة القوم وقتلهم، فأمر به فنزعت كتفاه.

## نتائج المعركة
عزل كسرى أبرويز بعد خسارة المعركة إياس بن قبيصة عن حكم الحيرة وعين عليها حاكما فارسيا هو آزاذبه بن ماهان الهمذاني، إلا أنه لم يتمكن من إعادة الثقة التي كانت بين المناذرة والأكاسرة، ومن تحسين العلاقة التي ساءت بين العرب والفرس، فتمردت بكر بن وائل التي استقلت بالبحرين فتبعها قبائل في أواسط الجزيرة العربية. مما اضطر الفرس أن يعيدوا حكم الحيرة إلى أحد أبناء النعمان وهو المنذر المغرور في محاولة لعودة الأوضاع إلى ماقبل المعركة ولكن الأمور تغيرت بظهور دولة الخلافة وبدء حروب الردة.

## ما رُوِيَ عن الرسول عن المعركة
ذكر الإصفهاني في كتابه الأغاني بأن وقعة ذي قار كانت بعد وقعة بدر بأشهر، ورسول الله بالمدينة، فلما بلغه ذلك قال: هذا يوم انتصفت فيه العرب من العجم، وبي نصروا. ولم يؤكد أحد من المؤرخين ذلك حيث إن وقعة بدر كانت سنة 624 م وواقعة ذي قار كانت 609م (احتمال أواخر سنة 609م وبداية سنة 610م، وهو سن بلوغ البني محمد سن 40)، وهذا الحديث ضعفه الألباني في سلسلة الأحاديث الضعيفة والموضوعة برقم 579.

## جزء من قصيدة الأعشى -أعشى قيس- يصف يوم ذي قار
| إن الأعز أبانا ـ كان قال لنا:  |  | أوصـيـكـم بـثـلاث إنـني تــلـف |
| الضيف أوصيكم بالضـيف، إن له    |  | حــقـاً عليّ، فأعـطيـه وأعـترف   |
| والجار أوصيـكم بالجـار، إن له  |  | يوماً من الدهر يثنيه، فينصرف    |
| وقاتلوا القوم ان القتل مكرمة   |  | إذا تـلوى بـكـف المعـصم العرف  |
| وجند كسرى غداة الـحنو صبـحهم   |  | منا كتائب تزجي الموت فانصرفوا  |
| لما رأونا كشفـنا عن جماجمـنا   |  | ليـعرفوا أننـا بكر فينصرفوا    |
| قالوا: البـقيّة والهندي يحصدهم  |  | ولا بقيّة إلا الـسيف، فانكشفوا  |
| جحاجـح، وبـنو ملـك غطـارفـة    |  | من الأعـاجم، في آذانـها النطف  |
| لما أمالوا إلى النشاب أيديهـم  |  | ملنـا ببيـض فـظـل الهام يخـتطف |
| وخيل بـكر فما تنـفك تطـحنهـم   |  | حتى تولوا، وكاد اليوم ينـتـصف  |
| لو أن كـل معـد كـان ـ شاركـنـا |  | في يوم ذي قار ما أخطاهم الشرف  |

## وصلات خارجية
- مخطط لجولات معركة ذي قار الثلاث من العدد الثالث لمجلة دراسات في التاريخ والآثار المنشور سنة 1987
- موقع متصوَّر لمعركة ذي قار من العدد الثالث لمجلة دراسات في التاريخ والآثار المنشور سنة 1987